# Långtjärnen (Lillhärdals socken, Härjedalen, 684943-142672)
Långtjärnen är en sjö i Härjedalens kommun i Härjedalen och ingår i Ljusnans huvudavrinningsområde.